# لياندرو ليما
لياندرو ليما (بالبرتغالية: Leandro Lima‏) هو عارض برازيلي، ولد في 25 فبراير 1982 في جواو بيسوا في البرازيل.

## وصلات خارجية
- لياندرو ليما على موقع IMDb (الإنجليزية)
- لياندرو ليما على موقع قاعدة بيانات الفيلم (الإنجليزية)